# Merče
Merče este o localitate din comuna Sežana, Slovenia, cu o populație de 119 locuitori.